# Фабричновыселковское сельское поселение
Фабричновыселко́вское се́льское поселе́ние — муниципальное образование в составе Новоспасского района Ульяновской области. Административный центр — посёлок Фабричные Выселки.

## Население
| 2010  | 2012  | 2013  | 2014  | 2015  | 2016  | 2017  |
| ----- | ----- | ----- | ----- | ----- | ----- | ----- |
| 1188  | ↘1155 | ↘1114 | ↘1101 | ↘1088 | ↘1078 | →1078 |
| 2018  | 2019  | 2020  | 2021  |       |       |       |
| ↘1071 | ↘1061 | ↘1049 | ↘938  |       |       |       |

## Состав сельского поселения
В состав поселения входят 9 населённых пунктов: 1 село и 8 посёлков.
| № | Населённый пункт                    | Тип населённого пункта          | Население |
| - | ----------------------------------- | ------------------------------- | --------- |
| 1 | Горный                              | посёлок                         | 22        |
| 2 | Красносоветский                     | посёлок                         | 0         |
| 3 | Красный Октябрь                     | посёлок                         | 11        |
| 4 | Однодворцы                          | посёлок                         | 14        |
| 5 | Плодопитомник                       | посёлок                         | 175       |
| 6 | Романовский                         | посёлок                         | 4         |
| 7 | Самайкино                           | село                            | 342       |
| 8 | Фабричные Выселки                   | посёлок, административный центр | 555       |
| 9 | Шильниковский (Ульяновская область) | посёлок                         | 65        |